# 바하정션역

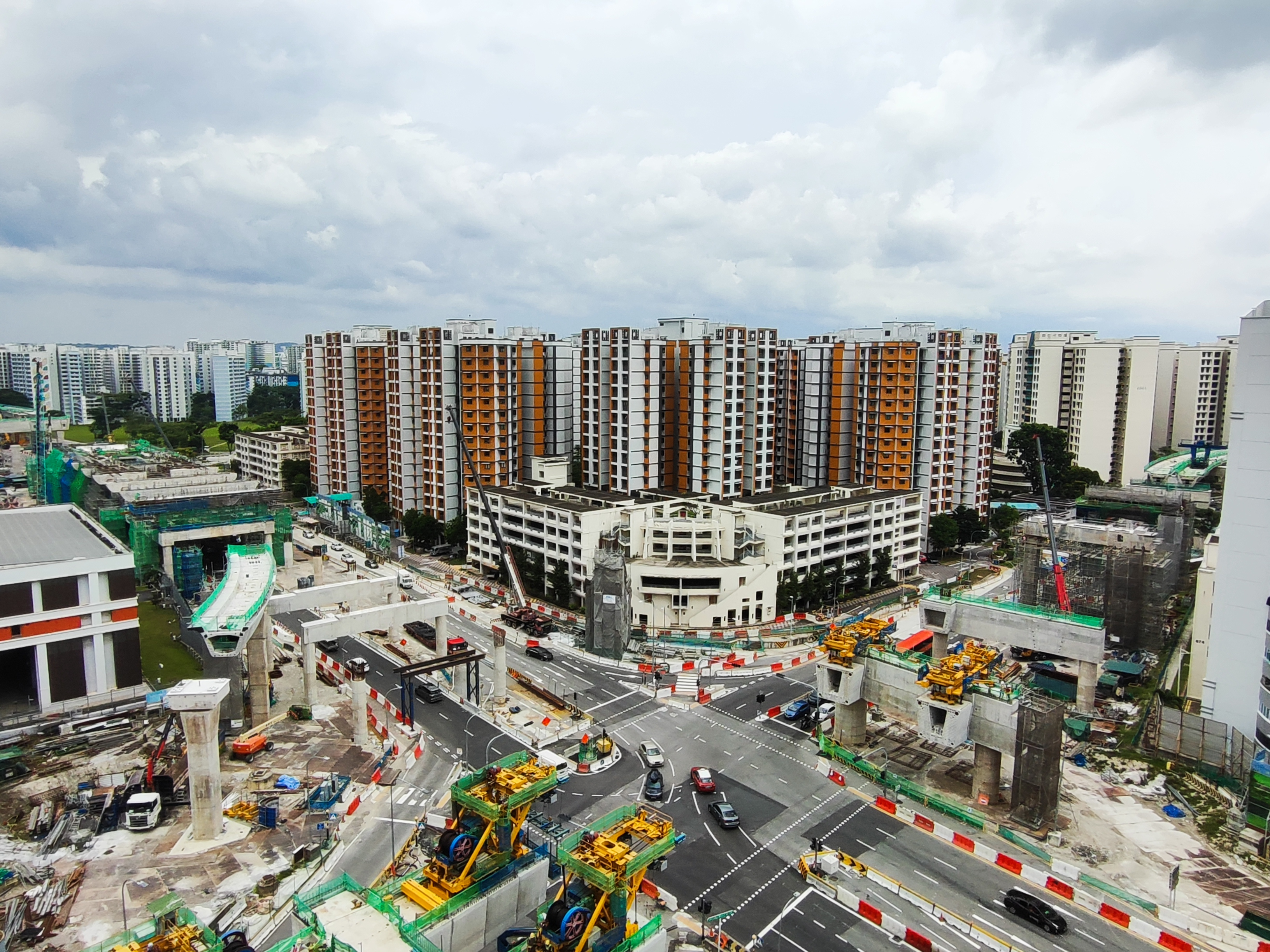

바하정션역(Bahar Junction MRT station)은 싱가포르 주롱 웨스트에 위치한 미래의 고가 MRT(Mass Rapid Transit) 역이다. JRL(주롱리전선)을 운행하는 이 역은 주롱 웨스트 애비뉴 4와 주롱 웨스트 스트리트 75의 교차점에 위치할 예정이다.
바하정션역은 2018년 5월 24개의 JRL 역과 함께 처음 발표되었다. 이 역은 JRL 스테이지 1과 함께 2027년에 개통될 예정이다. 바하정션역은 이 역에 모이는 3개의 지점을 서비스하는 2개의 플랫폼을 갖게 된다.